# Tetsurō Matsuzawa

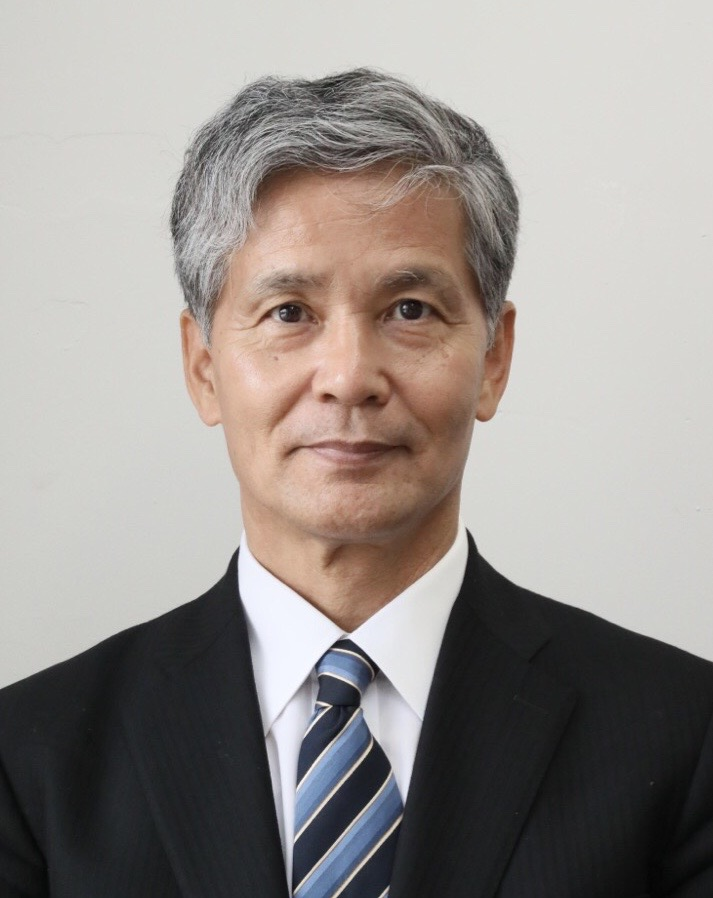
Tetsuro Matsuzawa (2017)

Tetsurō Matsuzawa (jap. 松沢 哲郎, Matsuzawa Tetsurō; * 15. Oktober 1950) ist ein japanischer Primatologe und Verhaltensforscher und gegenwärtig Direktor des renommierten Primate Research Institute an der Universität Kyōto.

## Biographie
Matsuzawa ist ein Schüler der beiden bekannten japanischen Primatologen und Gründer des Primate Research Center, Kinji Imanishi und Jun’ichirō Itani. Matsuzawas Forschungsschwerpunkte liegen dabei in der Erforschung der Gedächtnisleistungen bei Menschenaffen, vornehmlich bei Schimpansen (Pan troglodytes). Im besonderen Fokus seiner Forschungen steht dabei die weibliche Schimpansin „Ai“, die seit dem Jahre 1978 mit verschiedenen kognitiven Experimenten, u. a. auf ihr Gedächtnis für Zahlenreihen getestet wurde.
Ein weiterer Schwerpunkt von Matzuzawas Forschungen ist die Untersuchung der Fähigkeiten von Schimpansen, verschiedene Werkzeuge zu entwickeln und für unterschiedliche Tätigkeiten, wie z. B. der Futtersuche, zu gebrauchen und anzuwenden.

## Auszeichnungen
- Prince Chichibu Memorial Science Award, 1991
- Jane Goodall Award, 2001
- Verdienstorden am purpurnen Band, 2004
- Mainichi-Kulturpreis in der Kategorie Naturwissenschaft, 2011
- Person mit besonderen kulturellen Verdiensten, 2013

## Werke
- Cognitive Development in Chimpanzees, Springer, 2006, ISBN 978-4-431-30246-9
- Primate Origins of Human Cognition and Behavior, Springer, 2008, ISBN 978-4-431-09422-7
- Mind of the Chimpanzee: Ecological and Experimental Perspectives, University of Chicago Press, 2010, ISBN 978-0-226-49278-0

## Veröffentlichungen (Auswahl)
- Matsuzawa, T. (1985): Use of numbers by a chimpanzee. Nature, 315, 57-59
- Matsuzawa, T. (1986): Spontaneous sorting in man and chimpanzee. Primate Report, 14, 180
- Matsuzawa, T. (1991): Nesting cups and meta-tool in chimpanzees. Behavioral and Brain Sciences, 14(4), 570-571
- Matsuzawa,T. (1997): Phylogeny of intelligence: A view from cognitive behavior of chimpanzees. IIAS Reports, No.1997-004, 17-26
- Iversen, I. & Matsuzawa, T. (2001): Acquisition of navigation in an automated fingermaze task for the chimpanzee. Animal Cognition, 4: 179-192
- Tanaka, M., Tomonaga, M. & Matsuzawa, T. (2003): Finger drawing by infant chimpanzees (Pan toroglodytes). Animal Cognition, 6:245-251
- Hayashi, M., Mizuno, Y., & Matsuzawa, T. (2005): How does the stone-tool use emerge? Introduction of stones and nuts to naive chimpanzees in captivity. Primates, 46:91-102